# Quartiere degli Affari
Il Quartiere degli Affari è una zona di Biella. Nasce negli anni cinquanta del XX secolo e costituisce la parte occidentale del rione Centro. I suoi limiti territoriali seguono infatti a ovest il confine con il rione Vernato (via Pietro Micca), a sud percorre via Alfonso La Marmora fino all'intersezione con la parte ovest di piazza Vittorio Veneto (lambendo quindi i Giardini Zumaglini), mentre a nord viene chiuso da via Ignazio De Genova e dagli stabili del ramo meridionale di via Monte Mucrone.
Il suo nome trae origine dalla prevalente destinazione dei suoi edifici, ove si trova una particolare concentrazione di uffici, agenzie assicurative e imprese del settore terziario in generale.